# Сеспель (фільм)
«Сеспель» (рос. «Сеспель») — український радянський художній фільм 1970 року режисера Володимира Савельєва за сценарієм Юрія Збанацького.

## Сюжет
Молодий чуваський поет-революціонер Сеспель Мішші веде боротьбу з контрреволюцією в Чувашії і допомагає дітям. Після тюремного ув'язнення за наполяганням лікарів він переїжджає до України і продовжує допомагати своїй батьківщині.

## У ролях
- Йосип Дмитрієв — Сеспель Мішші
- Нонна Терентьєва — Туся
- Віктор Мірошниченко — Федір Покришкін
- Віктор Шульгін
- Володимир Бурмістров — Миронов
- Анатолій Кубацький — доктор
- Володимир Волков — Бритий
- Олексій Циганков
- Валентин Черняк — Краснов
- Олександр Смирнов — Камишов
- Борислав Брондуков — Панін
- Ольга Ирзем —  Баба
- Борис Александров — бандит
- Лесь Сердюк

## Творча група
- Сценарій: Юрій Збанацький
- Режисер: Володимир Савельєв
- Оператор: Фелікс Гілевич
- Композитор: Роман Леденьов
- Директор картини: Яків Забутий